# Kamov
Kamov là một công ty sản xuất máy bay cánh quạt và trực thăng của Nga, do Nikolai Il'yich Kamov, người tự chế tạo máy bay trực thăng đầu tiên vào năm 1929, cùng với N. K. Skrzhinskii thành lập nên. Tới thập niên 1940, Kamov đã chế tạo nhiều chiếc autogyro, bao gồm của loại A-7-3, đây là loại trực thăng vũ trang duy nhất trên thế giới tham gia chiến tranh thế giới II lúc đó.
Kể từ đó, Viện thiết kế Kamov (tiền tố viện thiết kế Ka) chuyên sản xuất các loại máy bay trực thăng nhỏ gọn có thiết kế cánh quạt đồng trục, thích hợp cho các hoạt động hải quân và chiến dịch cần tốc độ.
Kamov sáp nhập với Mil và Rostvertol thành Tập đoàn Oboronprom năm 2006. Tên thương hiệu Kamov vẫn được giữ lại, mặc dù công ty mới liên tục đưa ra các dòng sản phẩm chồng chéo.

## Thiết kế của Kamov

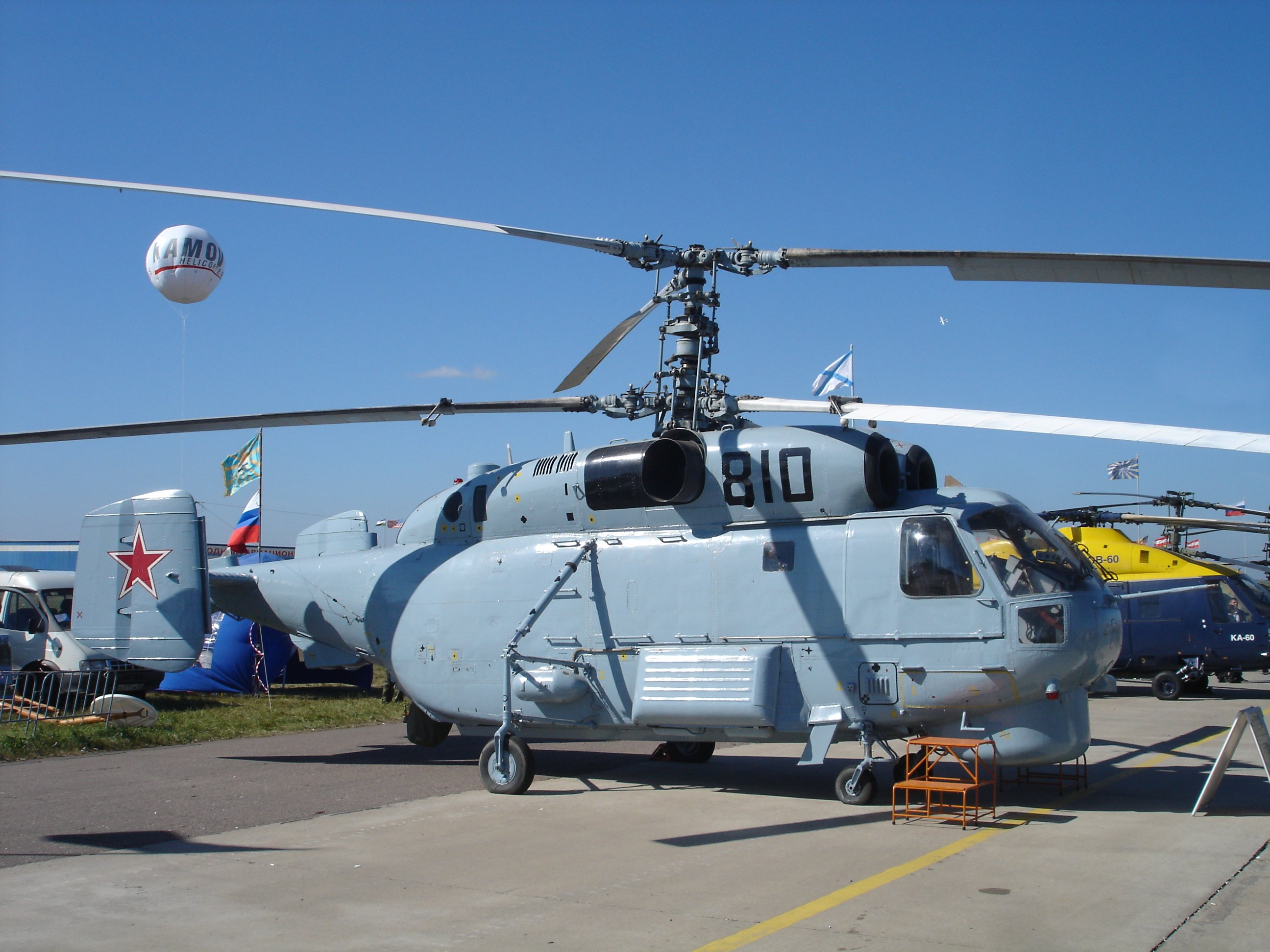
Ka-27

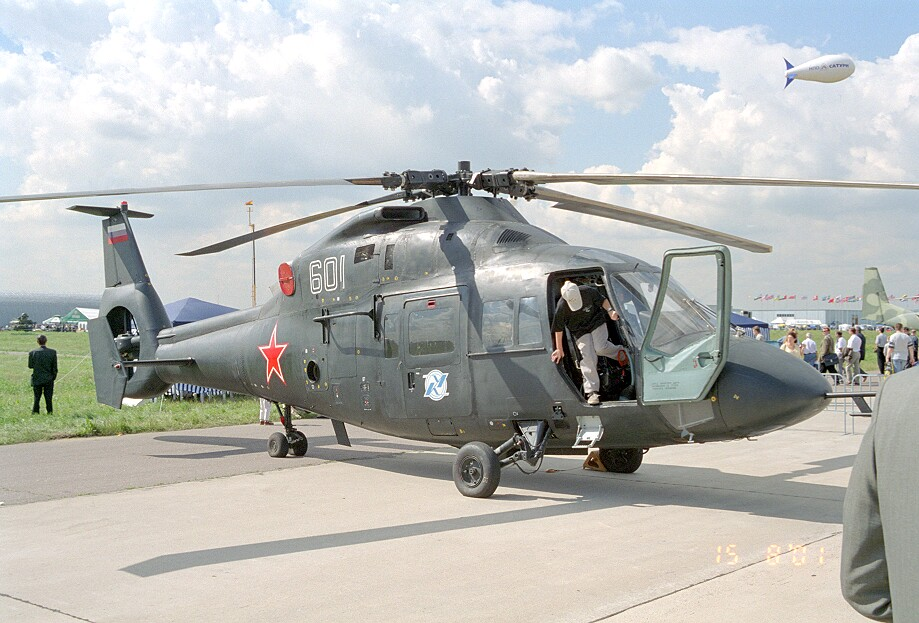
Ka-60

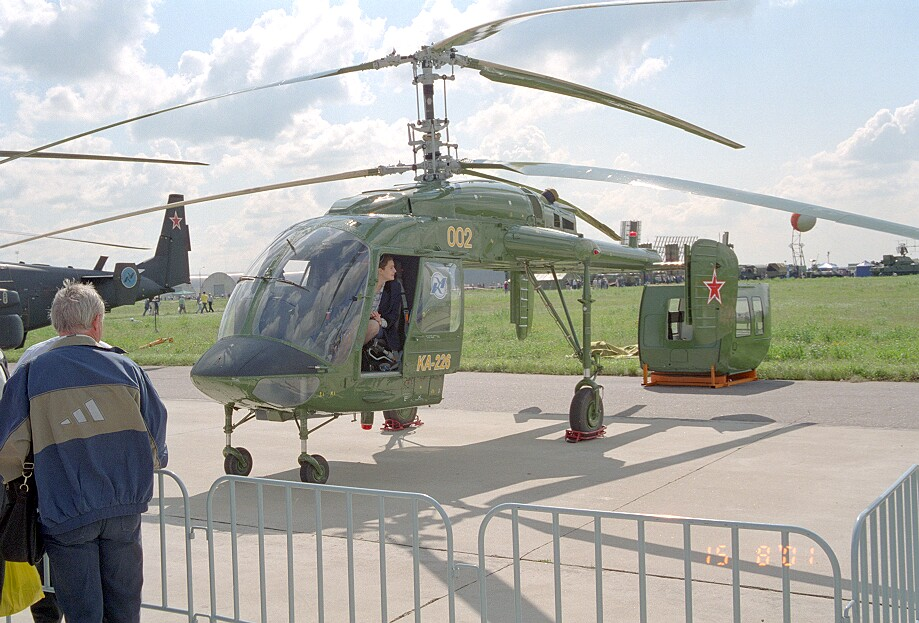
Ka-226

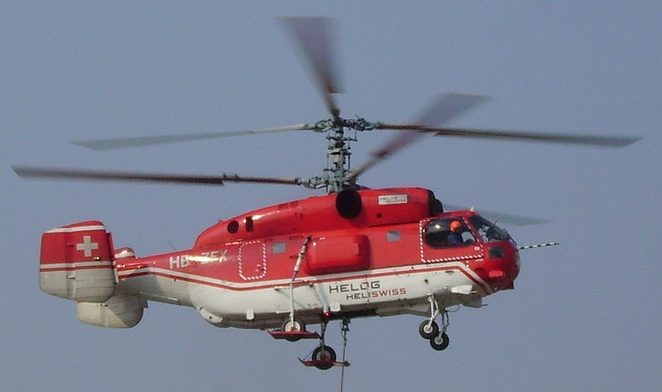
Ka-32

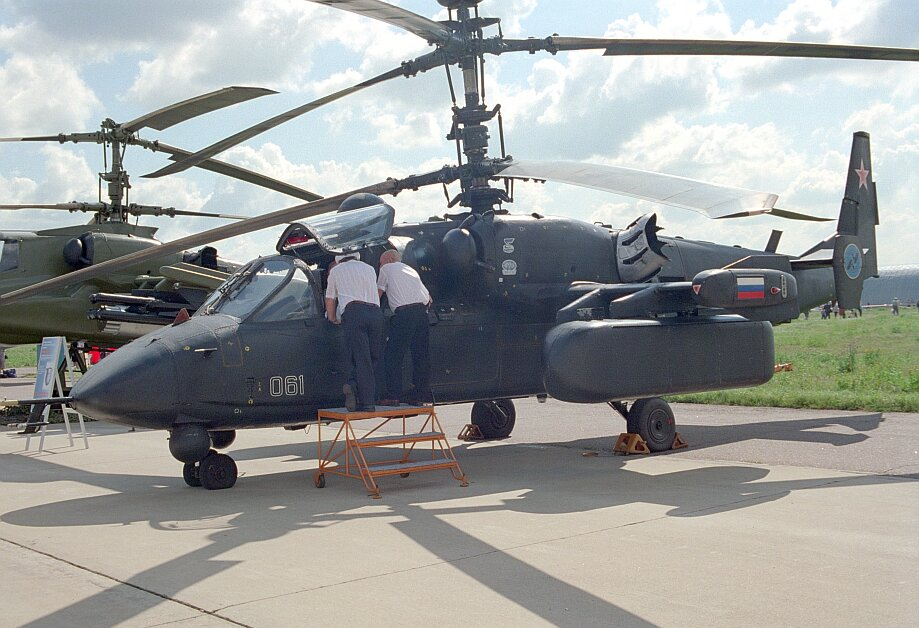
Ka-52

KASKR-I Gyrocraft 192925
KASKR-II Gyrocraft 1930
Kamov A-7 1934
Ka-8 Irkutyanin 1947
Ka-9
Ka-10 1950
Ka-11
Ka-12
Ka-14
Ka-15 1952
Ka-18 1955
Ka-20 1958
Ka-22 Vintokryl 1959
Ka-25 1961
Ka-26 1965
Ka-27 1974
Ka-28
Ka-29
Ka-31
Ka-32 1974
Ka-34
Ka-35
Ka-37 1993
Ka-40 1990
Ka-50 "Black Shark" 1982
Ka-52 "Alligator" 1997
Ka-118 1980-1990
Ka-126 1980
Ka-128
Ka-60 Kasatka 1990
Ka-62 1990
Ka-64 Sky Horse 1990
Ka-90
Ka-92
Ka-137 1990
Ka-115 Moskvichka 1990s
Ka-226 "Sergei" 1990s
V-50 1960s
V-60 1980s
V-80 1970s
V-100 1980s